# Xenodacnis parina
Xenodacnis parina là một loài chim trong họ Thraupidae.